# Ньюланд (Беліз)
Ньюланд (англ. Neuland) — поселення на півночі Белізу, в однойменному окрузі Коросаль, на південний схід від адміністративного центру краю. Це молода (до 5 років) сільськогосподарська комуна німців-менонітів, переселенців з України та Канади.

## Розташування
Ньюланд знаходиться неподалік від узбережжя Карибського моря і його затоки-бухти Четумаль. Місцевість навколо Ньюланду — болотяниста рівнинна, помережена невеличкими річками та болотяними озерцями, найбільша водна артерія протікає в 5 кілометрах західніше — Ріо-Нуево (Rio Nuevo). Тоді як безпосередньо поруч (в 3 кілометрах) річечка Фрешвотер Крік (Freshwater Creek) впадає до каскаду озер, поруч села Проґрессо,до озер-лагун на узбережжі морської затоки.
На північних околицях та зі сходу великі площі болотяних зарослів та каскади озер Шипстер Лагуни (Shipstern Lagoon), зчаста залиті морем, але меноніти відвойовують в цих мангрових джунглів та боліт свої клаптики землі.

## Населення
Населення за даними на 2010 рік становить 2650 осіб. З етнічної точки зору, населення — найбільша частина німців-менонітів, які переселилися сюди з України та Канади.
| Рік       | 2010 |
| --------- | ---- |
| Населення | 500  |

## Клімат
Ньюланд знаходиться у зоні тропічного мусонного клімату. Середньорічна температура становить +24 °C. Найспекотніший місяць квітень, коли середня температура становить +26 °C. Найхолодніший місяць січень, з середньою температурою +21 °С. Середньорічна кількість опадів становить 3261 міліметрів. Найбільше опадів випадає у жовтні, у середньому 404 мм опадів, самий сухий квітень, з 46 мм опадів.